# Дулий Силан
Дулий Силан (на латински: Dulius Silanus; † 190/192) e политик и сенатор на Римската империя през 2 век. Често се смята, че се казва Децим Юлий Силан (на латински: Decimus Iulius Silanus).
През 189 г. той е консул заедно с Квинт Сервилий Силан. През 190/192 г. e екзекутиран по заповед на император Комод.